# Hrabstwo Jackson (Alabama)
Hrabstwo Jackson – hrabstwo w Stanach Zjednoczonych, w stanie Alabama. Według danych z 2000 roku, hrabstwo zamieszkiwało 53 926 osób.

## Miejscowości
- Bridgeport
- Scottsboro
- Stevenson
- Dutton
- Hollywood
- Hytop
- Langston
- Paint Rock
- Pisgah
- Pleasant Groves
- Section
- Skyline
- Woodville